# Cortona
Cortona ist eine italienische Stadt mit 20.997 Einwohnern (Stand 31. Dezember 2023) und liegt in der Provinz Arezzo der Region Toskana.

## Geografie

Lage von Cortona in der Provinz Arezzo

Cortona liegt nördlich des Trasimenischen Sees in der klimatischen Einordnung italienischer Gemeinden in der Zone E, 2 282 GG. Die Provinzhauptstadt Arezzo liegt 24 km nordwestlich, die Regionalhauptstadt Florenz 80 km nordwestlich. Cortona liegt im Südosten der Provinz Arezzo. Im Süden grenzt der Ort an die Provinz Siena, im Osten an die Region Umbrien (Provinz Perugia).
Der Ort liegt im Chianatal (ital. Val di Chiana), der namensgebende Kanal durchfließt das Gemeindegebiet auf einer Länge von 10 km. Weitere wichtige Gewässer sind die Torrenti Mucchia (18 von 24 km im Gemeindegebiet) und Esse (alle 17 km im Gemeindegebiet), die dem Flusssystem des Arno angehören, sowie der Minimella (alle 7 km im Gemeindegebiet) und Seano (7 von 8 km im Gemeindegebiet), die dem Flusssystem des Tiber angehören.
Zu den Ortsteilen zählen Camucia-Monsigliolo (273 m, ca. 5500 Einwohner), Chianacce (285 m, ca. 115 Einwohner), Cignano (336 m, ca. 50 Einwohner), Col di Morro (680 m, ca. 30 Einwohner), Creti (273 m, ca. 70 Einwohner), Fratta-Santa Caterina (265 m, ca. 470 Einwohner), Fratticciola (278 m, ca. 100 Einwohner), Mercatale (309 m, ca. 415 Einwohner), Mezzavia, Montalla, Montecchio (283 m, ca. 400 Einwohner), Ossaia (292 m, ca. 230 Einwohner), Pierle (468 m, ca. 30 Einwohner), Pietraia, Poggioni, Riccio, Ronzano, Sant’Andrea di Sorbello, Sodo, Terontola (270 m, ca. 1600 Einwohner), Terontola Alta (314 m, ca. 200 Einwohner), Tornia und Torreone.
Die Nachbargemeinden sind Arezzo, Castiglion Fiorentino, Castiglione del Lago (PG), Città di Castello (PG), Foiano della Chiana, Lisciano Niccone (PG), Montepulciano (SI), Sinalunga (SI), Torrita di Siena (SI), Tuoro sul Trasimeno (PG) und Umbertide (PG).

## Geschichte
Die Stadt wurde nach einer von Vergil überlieferten Legende vom Heros Korythos, welcher der Vater des troischen Dardanos gewesen sein soll, gegründet. Der römische Geschichtsschreiber Dionysios von Halikarnassos berichtet bezüglich der mythischen Frühzeit Cortonas, dass die Pelasger die Stadt den Umbrern entrissen und zu einer Festung ausgebaut hätten, von der aus sie ins übrige Etrurien vorgedrungen seien. Laut dem griechischen Historiker Theopomp sei der Troja-Held Odysseus in Cortona gestorben.
Abgesehen von diesen Fabeln über die Gründung und ältesten Beherrscher der Stadt überliefern die antiken Autoren einhellig, dass Cortona eine der ältesten und mächtigsten Städte der Etrusker war. Ihr etruskischer Name lautete Curtun. Noch heute zeugen die auf ca. 2 km erhaltenen, aus dem 5. Jahrhundert v. Chr. und später stammenden, aus groben Quadersteinblöcken bestehenden Ringmauern von ihrer einstigen Größe. In der Umgebung der Stadt sind einige große etruskische Hügelgräber (sog. Meloni) des 7. und 6. Jahrhunderts v. Chr. erhalten. Dazu gehört der Tumulus Melone di Camucia, der Gold- und Bronzegegenstände, importierte griechische Keramik sowie lokale Impasto und Bucchero enthielt. Es wurden auch bedeutende etruskische Bronzearbeiten gefunden, u. a. der im 5. Jahrhundert v. Chr. hergestellte reliefverzierte Leuchter von Cortona. In den Kriegen der Römer gegen die Etrusker schloss Cortona gemeinsam mit zwei anderen mächtigen etruskischen Städten, Arretium (heute Arezzo) und Perusia (heute Perugia), 310 v. Chr. mit dem Konsul Quintus Fabius Maximus Rullianus einen 30-jährigen Waffenstillstand. Im 3. Jahrhundert v. Chr. fiel Cortona unter die Herrschaft der Römer.
Im zweiten Punischen Krieg durchzog das karthagische Heer unter Hannibal das Gebiet von Cortona auf seinem Marsch über den Apennin im März 217 v. Chr. und verheerte es; wenige Tage später gewann es die Schlacht am Trasimenischen See wenige Kilometer südöstlich der Stadt. 88 v. Chr. erhielt Cortona das römische Bürgerrecht. In der römischen Kaiserzeit wurde die Stadt der siebten Region Italiens zugerechnet und gehörte zur Tribus Stellatina. Doch wird Cortona ab der Periode der Kaiserzeit bis zum Ende der Antike fast nur noch in erhaltenen Inschriften erwähnt, die u. a. Magistrate der Stadt anführen.

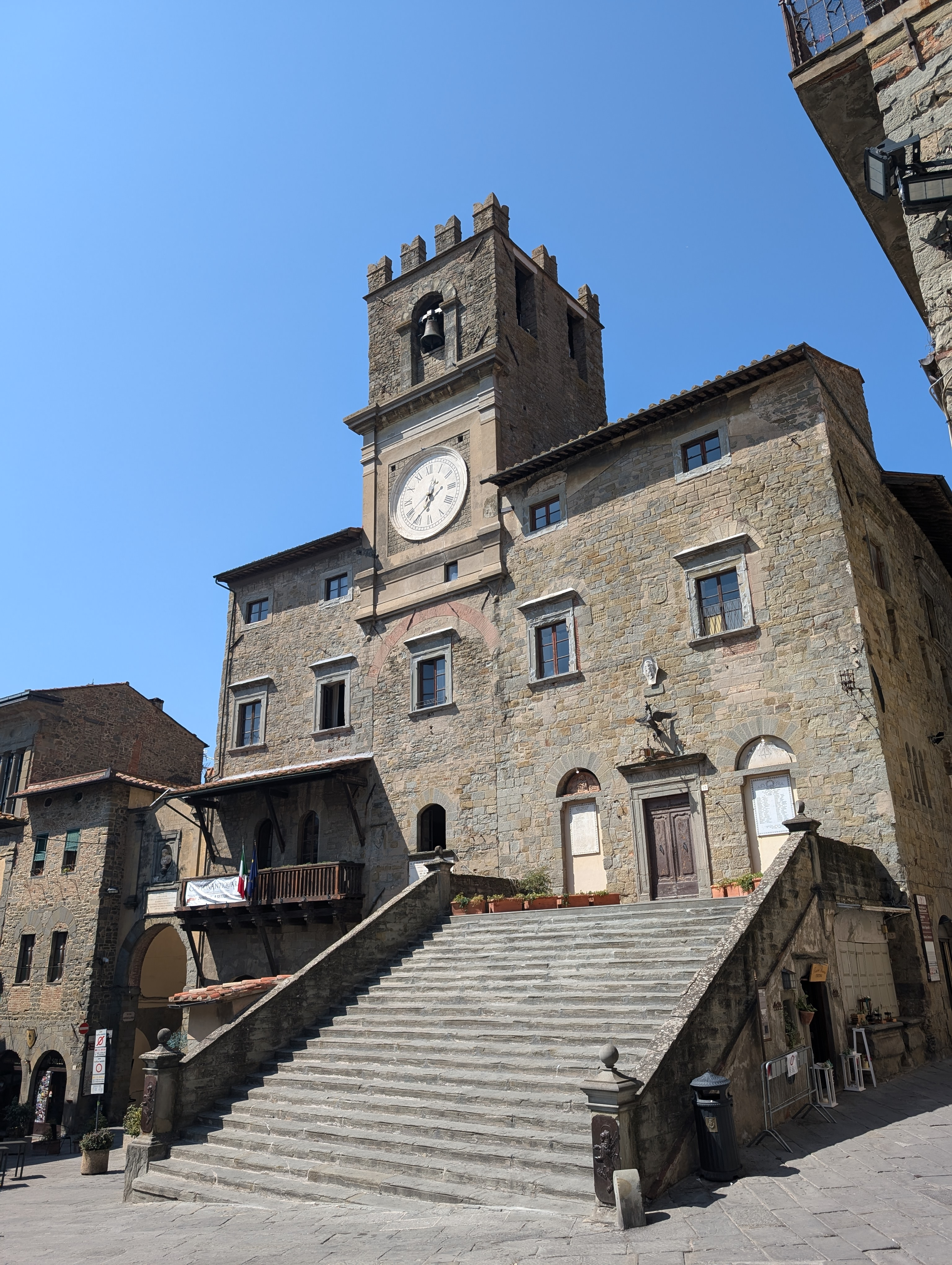
Palazzo Comunale, das Rathaus von Cortona (2024)

Im 11. und 12. Jahrhundert trug Cortona häufig Konflikte mit Perugia aus. Ebenso hatte es oft Streitigkeiten mit den Bischöfen von Arezzo, da diese Cortonas Territorium ihrer weltlichen Herrschaft unterstellen wollten. Im 13. Jahrhundert wurde Cortona eine autonome Gemeinde. Nun übten die urbanen Klassen die Vorherrschaft aus; die Vertreter der ländlichen Bevölkerung wurden nach 1250 aus den Räten ausgeschlossen. Streitkräfte von Arezzo plünderten Cortona im Jahr 1258, doch erholte es sich wieder. 1325 wurde die Stadt durch den Papst Johannes XXII. zum Bischofssitz erhoben und erhielt erweiterte Stadtrechte. Gleichzeitig übernahm Ranieri Casali die Signoria in Cortona und verteidigte die Autonomie der Stadt gegen die Expansionsbestrebungen von Florenz, Siena und Arezzo. Die Familie der Casali übte nun rund 80 Jahre lang die Herrschaft über Cortona aus. 1409 fiel die Stadt an Ladislaus von Neapel, der sie zwei Jahre später an Florenz abtrat. Nach einer längeren Friedensperiode wurde Cortona 1529 von Truppen des Papstes Clemens VII. und des Kaisers Karl V. belagert. Mit dem Aufstieg der Medici erhielt es durch die Errichtung der Festung Girifalco eine größere militärisch-strategische Bedeutung. Vom 13. bis zum 17. Jahrhundert blühten Kunst und Kultur in der Stadt. Im Zuge der italienischen Einigungsbestrebungen fiel Cortona 1860 an das Königreich Italien.
Die fast 300 Jahre alte Accademia Etrusca bestimmte über Jahrhunderte das gesellschaftliche und geistige Leben der Stadt. Die Accademia betreibt die Biblioteca del Comune e dell’Accademia Etrusca und das Museo dell’Accademia Etrusca. 1992 wurde in der Località Le Piagge die Tabula Cortonensis entdeckt.

## Sehenswürdigkeiten

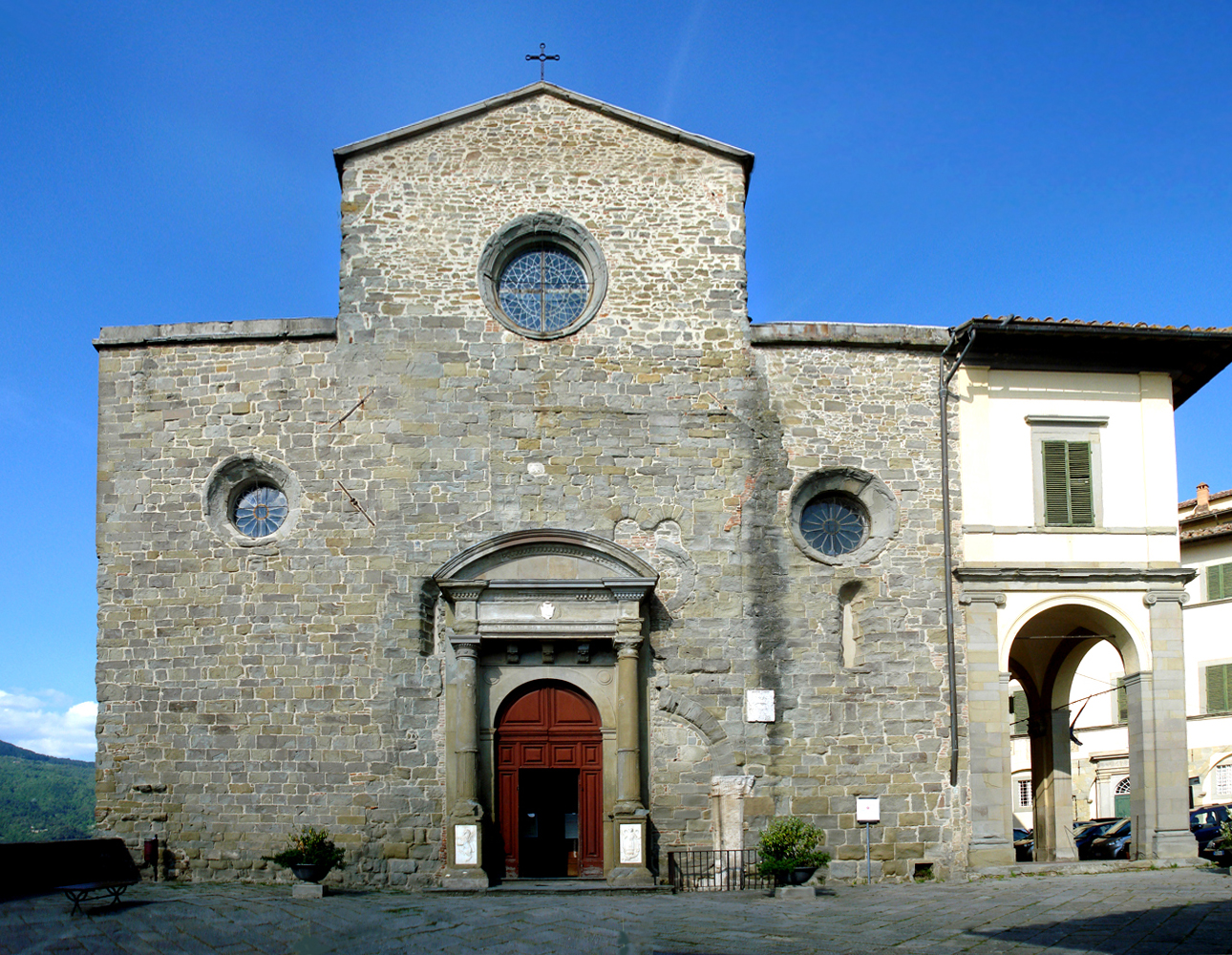
Der Dom von Cortona

### Kathedrale
Der Dom von Cortona Mariä Himmelfahrt (Concattedrale di Santa Maria Assunta) steht auf den Resten eines antiken Tempels und ist erstmals im 11. Jahrhundert als Pfarrkirche erwähnt. In der zweiten Hälfte des 15. Jahrhunderts wurde er nach Plänen von Giuliano da Sangallo im Renaissancestil umgebaut. 1507 wurde er Kathedrale des 1325 gegründeten Bistums Cortona (vorher San Vincenzo am Rand der Stadt), 1986 Konkathedrale des Bistums Arezzo-Cortona-Sansepolcro. Die im Kern romanische Kirche ist äußerlich eher unscheinbar, wurde im Inneren jedoch ab Mitte des 15. Jahrhunderts in eleganten Renaissanceformen umgestaltet, später teilweise barockisiert.

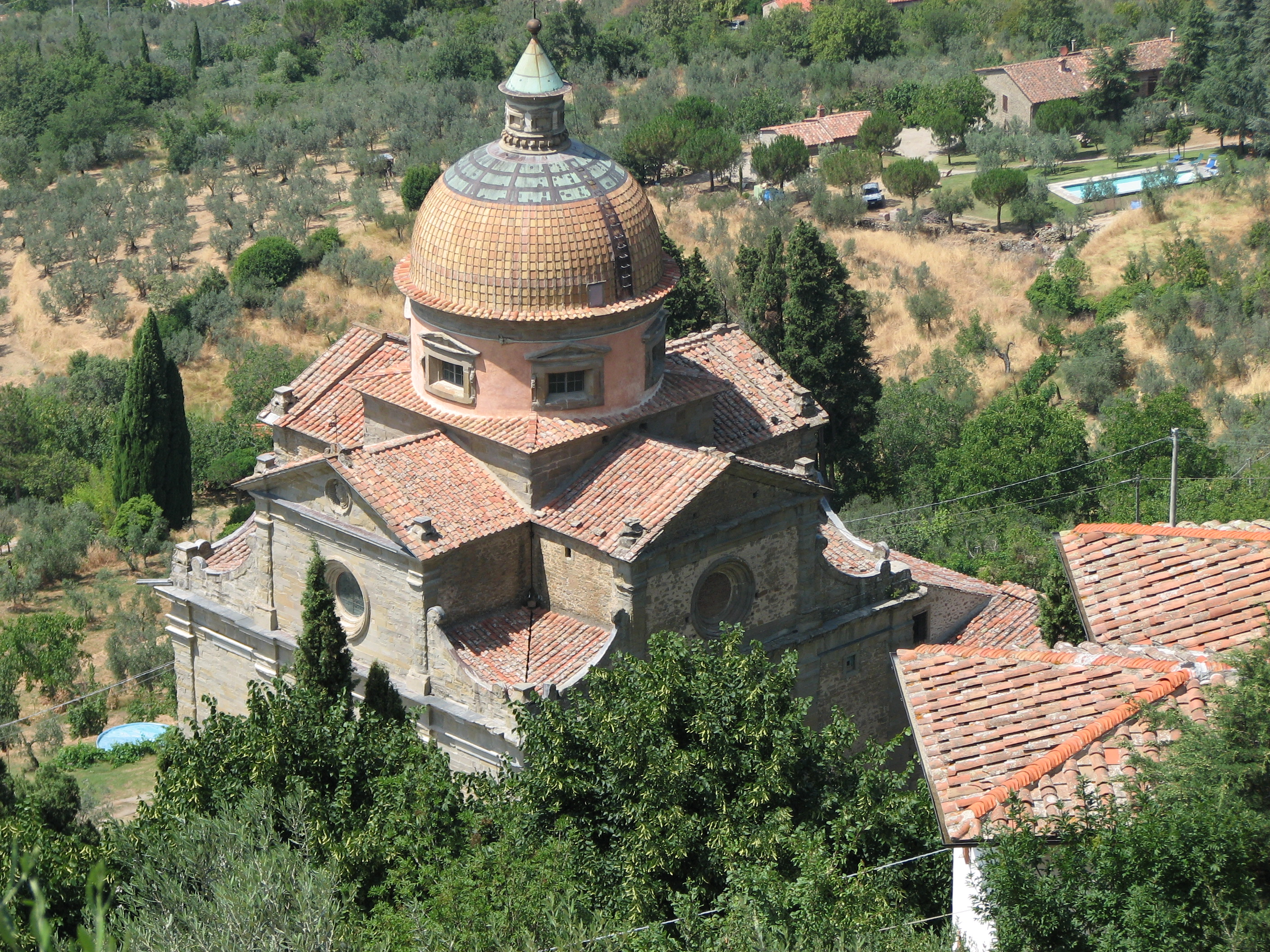
Santa Maria Nuova

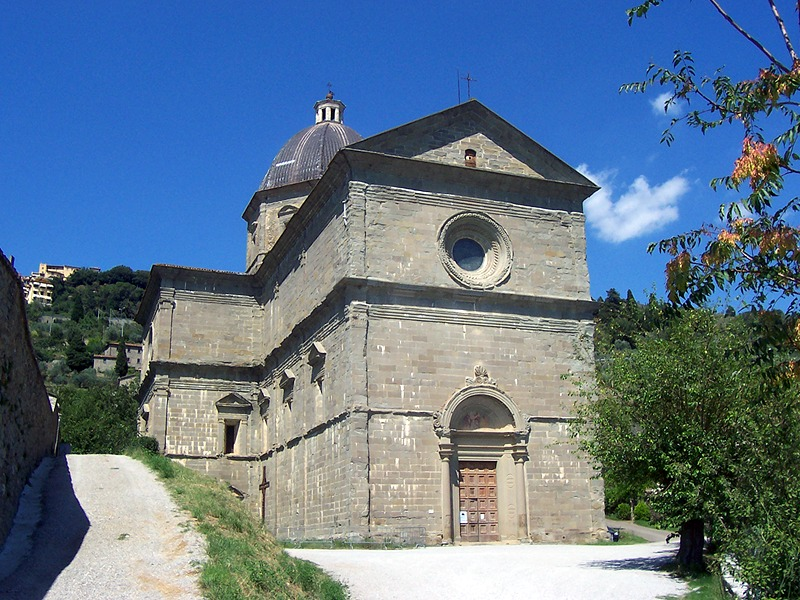
Madonna del Calcinaio

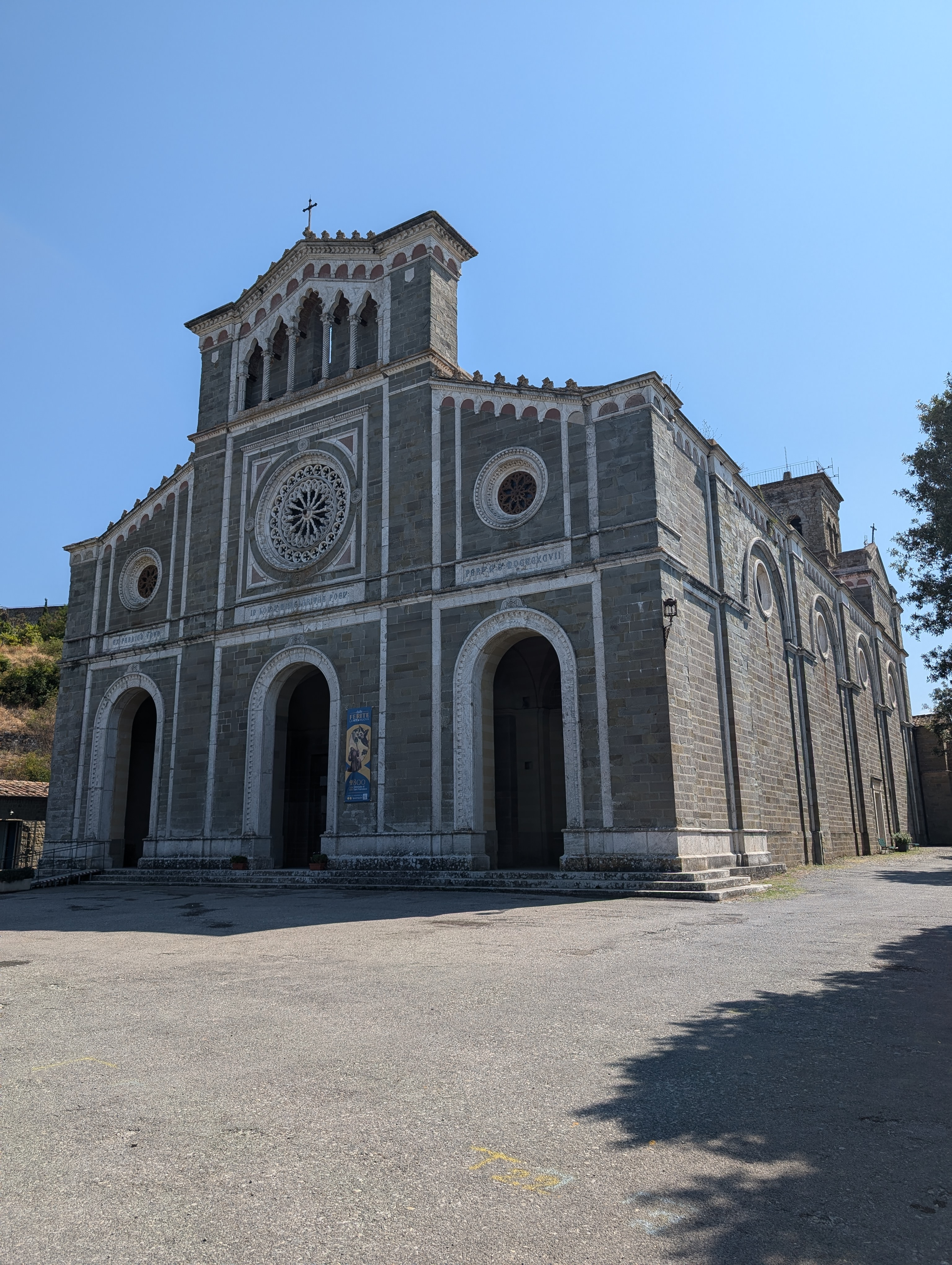
Basilica di Santa Margherita

### Santa Maria Nuova
Es gibt in Cortona zwei typische Renaissance-Kirchen, die zwei verschiedene Bauprinzipien veranschaulichen. Santa Maria Nuova von 1554 ist eine Kirche auf quadratischem Grundriss, die im Norden außerhalb der Stadtmauern liegt. Die Renaissance hatte im Kirchenbau das Ideal des Zentralbaus wieder aufgegriffen. Diese Kirche bietet eine einfache Version eines Zentralbaus.

### Madonna del Calcinaio
Südlich der Stadtmauer liegt die Madonna del Calcinaio, das bedeutendste Kunstwerk Cortonas. Sie wurde von 1484 bis 1515 von Francesco di Giorgio Martini (1439–1502) wegen eines angeblich wundertätig gewordenen Marienbildes gebaut. Dieses Bild befand sich ursprünglich an den Wänden einer Kalkgrube, eines calcinaio, daher der Name; heute ist es über dem Hochaltar in den Tabernakel eingefügt. In Fällen wie hier, wo es in der Renaissance trotz des Zentralbau-Ideals zu einem Langhaus gekommen ist, wurde meistens der Ostteil des Baues zu einem solchen Zentralbau gemacht, der dann mit einer mächtigen Kuppel bekrönt wurde – ähnlich dem Florentiner Dom.
Von außen sieht die Kirche unscheinbar aus, innen ist sie aufwändig restauriert worden. Die Kirche hat ungewöhnlich hohe Gewölbe. Auch hier sind die entscheidenden Merkmale der Renaissance-Architektur zu erkennen: klare, geometrische Formen, Kombination von Rechteckformen mit Rundbögen und Kreisen, antikisierende Giebelfenster, Betonung der flachen Wände, die ganz in Weiß gehalten sind.

### Basilica di Santa Margherita
Die Basilika ist der Margareta von Cortona geweiht und wurde 1856 von Enrico Presenti begonnen. 1876 übernahm Mariano Falcini die Bauleitung. Fertiggestellt wurde sie 1897 von Giuseppe Castellucci. Die Basilika wurde über einem älteren Kirchengebäude aus dem 13./14. Jahrhundert erstellt, wobei das zentrale Gebäude erhalten blieb. Dieses wiederum entstand aus einem Oratorium, das aus der Zelle der Heiligen Margareta entstand. In dieser starb sie 1297. Der Campanile stammt aus dem Jahr 1650. Im Inneren befindet sich das Werk Immacolata concezione von Francesco Vanni.

### Weitere religiöse Bauwerke
- Abtei Farneta
- Chiesa di Sant’Agostino, Kirche aus dem 13. Jahrhundert.[15]
- Chiesa di San Benedetto, Kirche aus dem 17. Jahrhundert.[16]
- Chiesa di San Cristoforo, Kirche aus dem späten 12. Jahrhundert. Wurde 1575 aufgrund eines Brandes restauriert.[16]
- Chiesa di San Domenico, an den Stadtmauern anliegende Kirche aus dem 15. Jahrhundert. Enthält das Werk Madonna con Bambino tra due Santi domenicani von Fra Angelico.[15]
- Chiesa di San Niccolò, Kirche im Ortskern aus dem 15. Jahrhundert, die Fassade wurde 1930 restauriert.[15]
- Chiesa di Santa Chiara, Kirche und Konvent aus dem 16. Jahrhundert, das von Giorgio Vasari geplant wurde.[16]
- Chiesa di San Francesco, die erste nach Franz von Assisi benannte Kirche außerhalb von Assisi, Fundort des Laudario di Cortona aus dem 13. Jh.
- Chiesa dello Spirito Santo, Kirche kurz außerhalb der Stadtmauern nahe Porta Guelfa. Entstand 1637 durch Francesco Berrettini.[16]
- Chiesa di San Vincenzo, war von 1325 bis 1508 Kathedrale und wurde 1785 zerstört.[15]
- Convento delle Celle, Konvent auf dem nördlich der Stadt liegenden Berg Sant’Egidio, der bereits 1199 als Einsiedlerzelle dokumentiert wurde.[16]
- Zisterzienserinnenabtei Santissima Trinità

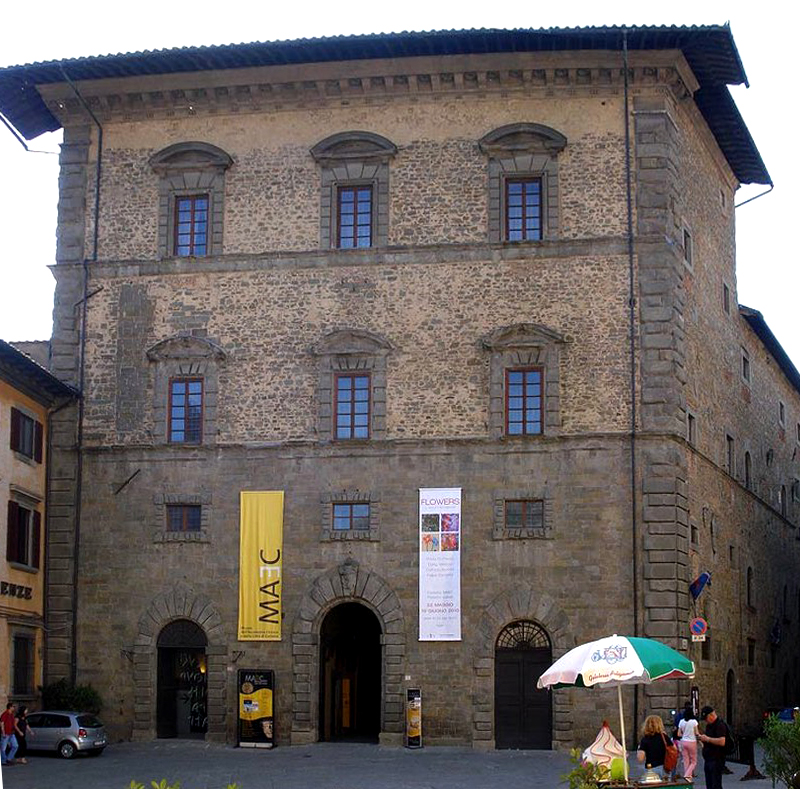
Palazzo Casali

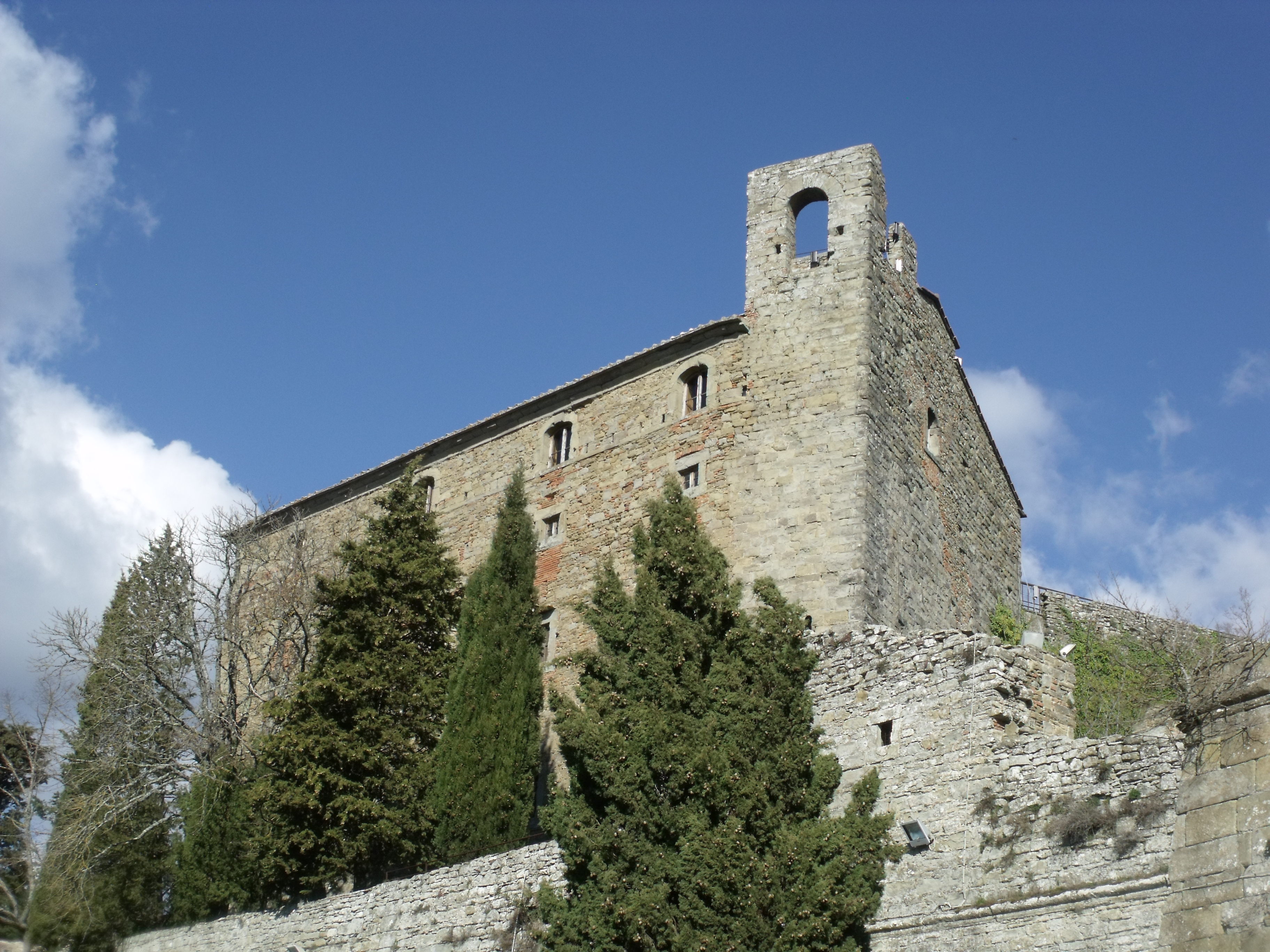
Die Fortezza del Girifalco

### Palazzi
- Palazzo comunale (Rathaus), wurde erstmals im 12. Jahrhundert schriftlich erwähnt.[16]
- Palazzo Casali (in Florentiner Zeit auch Palazzo Pretorio genannt), Palast der gleichnamigen Familie, der im frühen 15. Jahrhundert entstand. Die Fassade stammt aus dem Jahr 1608 und wurde von Filippo Berrettini erschaffen. Luca Signorelli hatte hier 1502 seine Werkstatt. Heute Sitz der Accademia Etrusca und Museum der Sammlungen.[16]
- Palazzo Passerini, Gebäude an der Piazza della Repubblica. Beherbergte 1515 Papst Leo X.[16]

### Fortezza del Girifalco
Die Festung, auch Fortezza Medicea, di Cortona oder Rocca genannt, liegt am höchsten Punkt von Cortona. Sie wurde erstmals 1258 schriftlich erwähnt, als Arezzo die Herrschaft im Ort übernahm. Weitere Ausbauten fanden unter der Signoria dei Casali und durch Siena statt, bis 1411 Florenz und die Medici die Oberhand über die Stadt gewannen. Unter Cosimo de’ Medici wurde die Festung abermals verstärkt. Architekten waren Gabrio Serbelloni und Francesco Laparelli. Die Befestigungsanlage besteht aus den vier Bastionen Bastione Sant’Egidio, Bastione San Giusto, Bastione Santa Maria Nuova, Bastione Santa Margherita und dem Maschio (Mastio; Hauptturm).

### Rocca di Pierle
Die auch Castello di Pierle genannte Burg liegt auf der Umbrien zugewandten Seite nahe der Ortsgrenze zu Lisciano Niccone. Sie ist eine Burgruine am Monte Maestrino, die seit dem 11. Jahrhundert den Grafen Del Monte gehörte. Die Burg wurde im 14. Jahrhundert von Bernabò Visconti den Oddi aus Perugia als Lehnswesen überlassen und dann von den Casali erworben. Francesco Casali erneuerte die Burg 1371, die allerdings 1587 auf Weisung von Ferdinando I. de’ Medici zerstört wurde. Sie ist heute als guterhaltene Ruine noch sichtbar und wird derzeit renoviert. Der Eingang zur Burg erfolgte früher über eine Zugbrücke. Die Burg hatte früher zwei Türme, von welchen nur der Nordturm erhalten ist. Der Palast der Burg war 28 Meter hoch und hatte sieben Geschosse, wobei das erste, dritte und fünfte mit Gewölben errichtet wurden und die anderen vier Geschosse mit Holzdecken. Heute sind neben dem Nordturm, dem Palast, das Pförtnerhaus, die Nuten der Zugbrücke und zwei Türme und Wehrmauern mit Schießscharten noch sichtbar.

### Bildergalerie

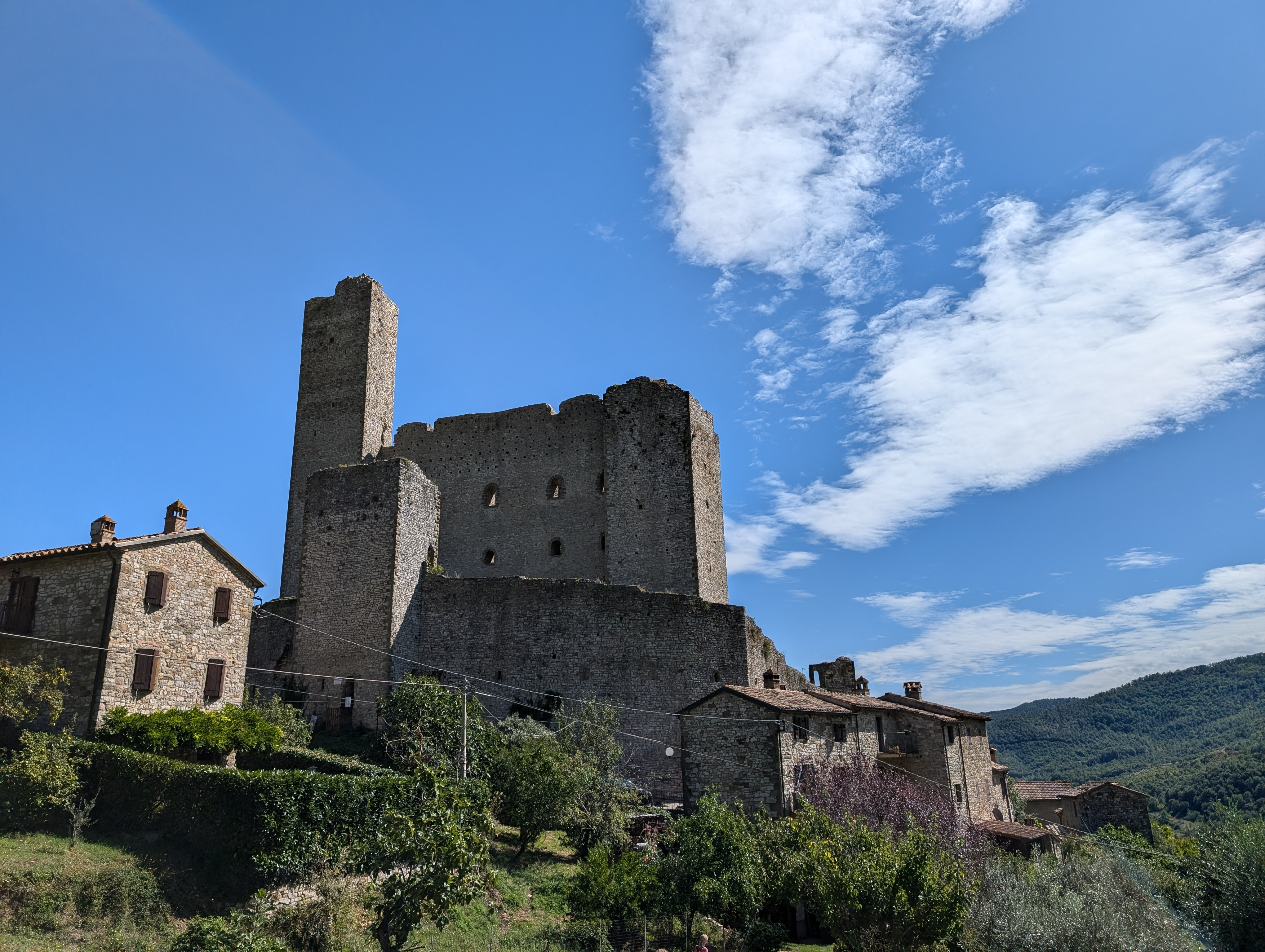
Rocca di Pierle, auch Castello genannt, 2024
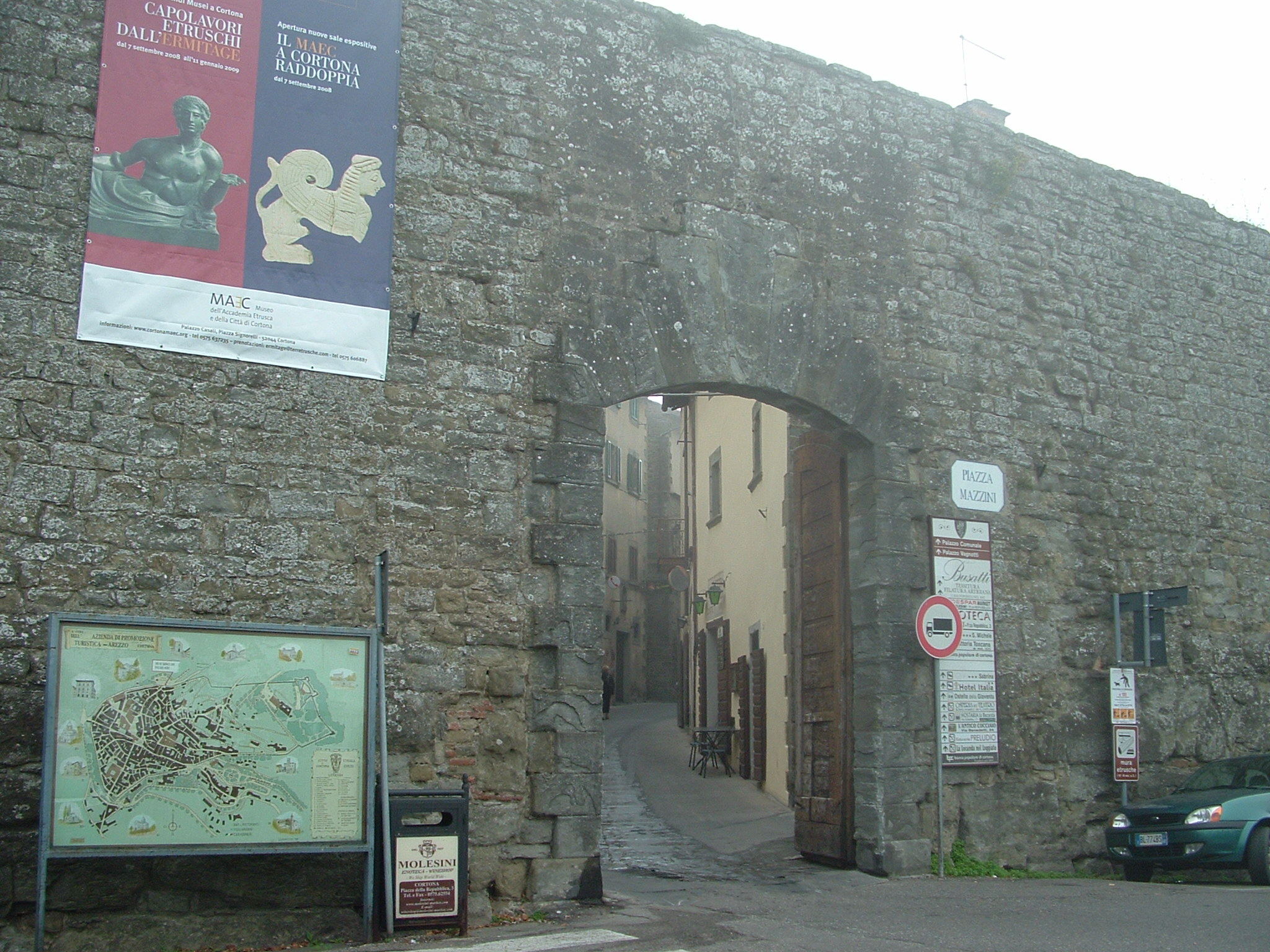
Stadttor Porta Colonia
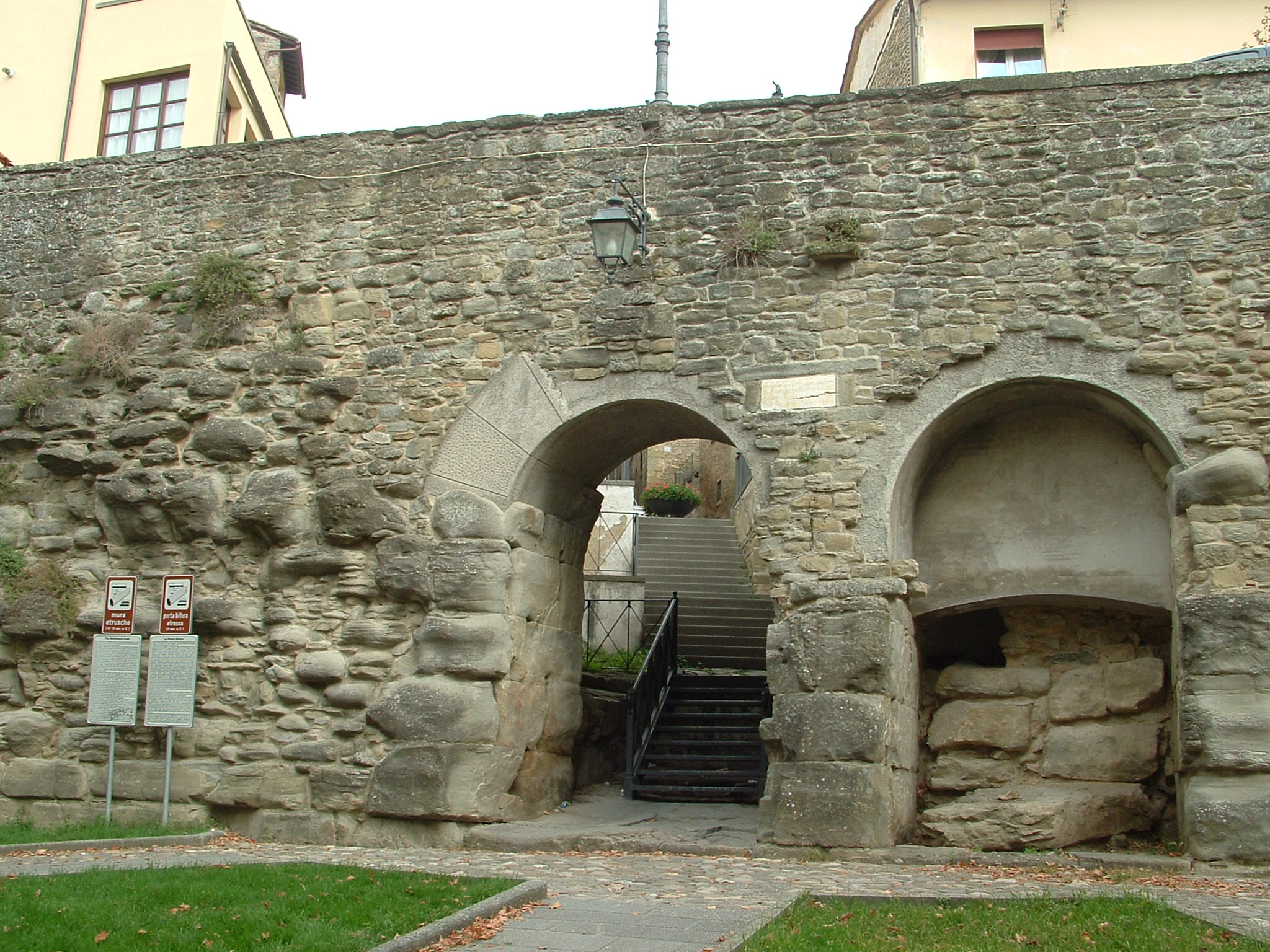
Porta Ghibellina auch Porta Bifora genannt
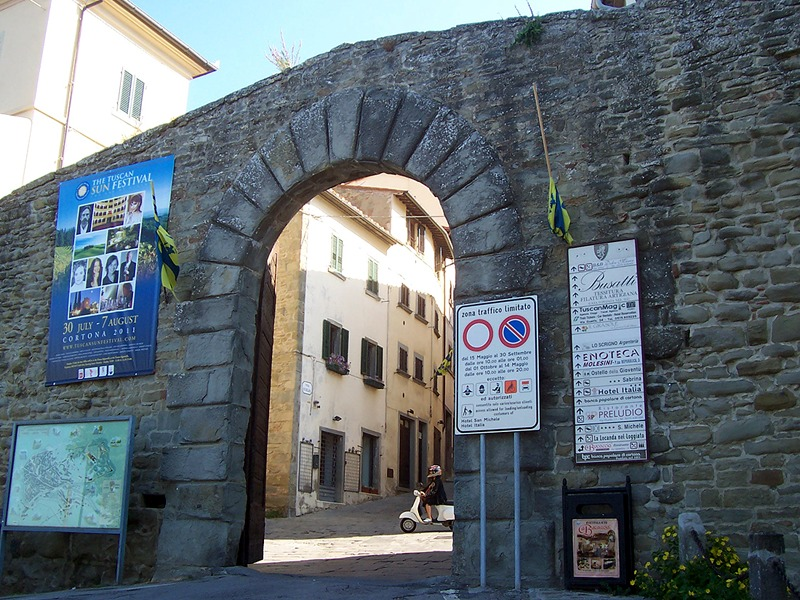
Porta Guelfa oder Porta Sant’Agostino
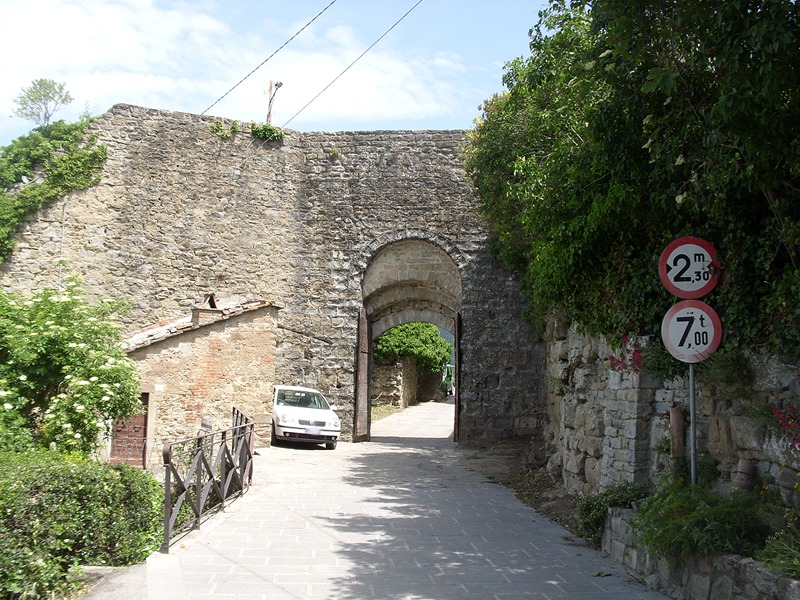
Porta Montanina
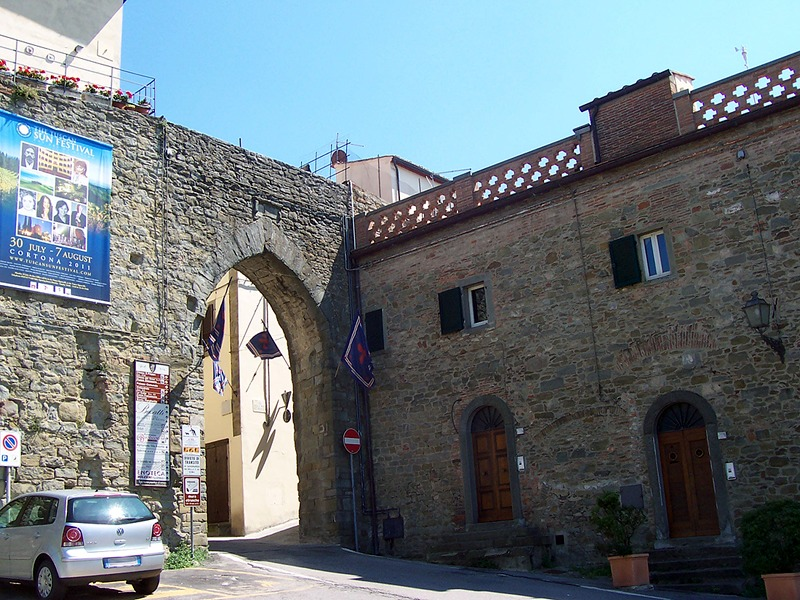
Porta Santa Maria
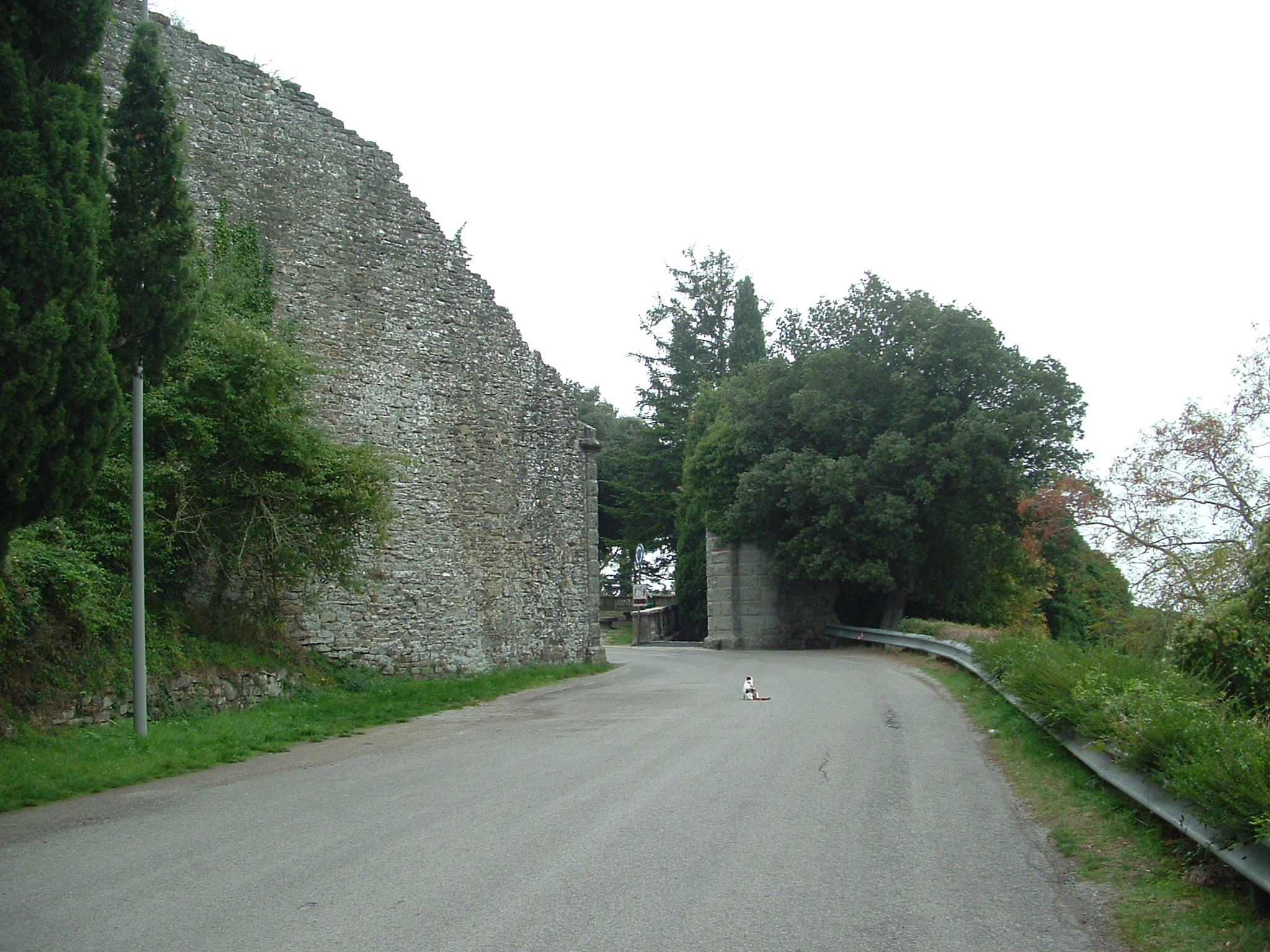
Stadtmauer mit den Resten der Porta Santa Margherita

### Stadtmauer und Stadttore
Die Stadtmauer der Etrusker aus dem 5. Jahrhundert v. Chr. hatte eine Länge von 2 km, wovon manche Teilstücke von der mittelalterlichen Stadtmauer genutzt werden. Sie hat eine Länge von ca. 3 km und folgende sieben Stadttore:
- Porta Berarda, nach Südosten gelegenes Stadttor
- Porta Colonia, Stadttor im Norden, das zu Santa Maria Nuova führt. War wahrscheinlich das nördliche Tor des Cardo
- Porta Ghibellina, auch Porta Bacarelli oder Porta Bifora genannt, westliches Stadttor
- Porta Guelfa, auch Porta Sant’Agostino genannt, südlichstes Stadttor und Haupttor am Cardo maximus
- Porta Montanina, nach Norden gehendes Stadttor
- Porta Santa Maria, westliches Stadttor an der Via Roma
- Porta Santa Margherita, nördliches Stadttor mit fehlendem Rundbogen, führt zur Basilica di Santa Margherita

## Veranstaltungen
- Giostra dell’Archidado, mittelalterliches Fest aus dem Jahre 1397, als Francesco Casali und Antonia Salimbeni heirateten. Das Fest findet seit 1994 wieder jährlich am zweiten Sonntag im Juni statt und wird auf der Piazza Signorelli ausgetragen. Hier treten die fünf Stadtviertel Santa Maria (Rot-Blaue Farben), San Vincenzo (Gelb-Blau), Peccioverardi (Weiß-Gelb), Sant’Andrea (Grün-Gelb) und Poggio-San Marco (Rot-Grün) im Armbrustschießen gegeneinander an.[22]

## Verkehr
- Cortona hat eine Anschlussstelle an dem Autobahnzubringer Raccordo autostradale 6.
- An das Eisenbahnsystem ist der Ort mit den Haltestellen Terontola-Cortona und Camucia-Cortona angeschlossen. Beide Haltestellen liegen an der Bahnstrecke Florenz-Perugia.

## Städte- und Gemeindepartnerschaften
Cortona unterhält mit folgenden Städten Gemeindepartnerschaften:
- Château-Chinon, Burgund (Frankreich), seit 1962
- Athens, Georgia (Vereinigte Staaten), seit 1978
- Kruja (Albanien), seit 1995
- Carmel, Indiana (Vereinigte Staaten), seit 2022
- Valletta, Malta seit 2022

## Söhne und Töchter der Stadt
- Guido von Cortona (1187–1247), einer der frühen Anhänger des hl. Franz von Assisi, Seliger, Reliquien in der Kathedrale von Cortona
- Urbano da Cortona (1426–1504), Bildhauer und Maler
- Luca Signorelli (1441–1523, wohl in oder bei Cortona geboren), bedeutender Maler der florentinischen Renaissance
- Silvio Passerini (1469–1529), Kardinal
- Francesco Laparelli (1521–1570), Ingenieur und Baumeister
- Filippo Venuti (1531–1587), Übersetzer, Latinist, Italianist und Lexikograf
- Pietro Paolo Bonzi (1573–1636), Maler, Freskant und Kupferstecher des frühen Barock
- Bernardino Radi (1581–1643), Zeichner und Architekt
- Michelangelo Amadei (1586–1642), Komponist, ab 1606 Kapellmeister an der Kathedrale der Stadt
- Pietro da Cortona (1596–1669), bedeutender Baumeister und Maler des römischen Hochbarock
- Domenico Cecchi genannt il Cortona (ca. 1650/55–1717), berühmter Opernsänger und Kastrat
- Ferdinando Maria de Rossi (1696–1775), Kardinal
- Antonio Baldi (nachgewiesen von 1710 bis 1735), Alt-Kastrat und Opernsänger, Händel-Interpret
- Gino Severini (1883–1966), Maler des Futurismus
- Alice Ricciardi-von Platen (1910–2008), Ärztin und Psychoanalytikerin
- Dante Carlos Sandrelli (1922–2002), Geistlicher
- Benvenuto Italo Castellani (* 1943), Erzbischof von Lucca